# Saas-Fee
Saas-Fee (tyskt uttal: [zaːs feː]) är en ort och kommun i distriktet Visp i kantonen Valais, Schweiz. Orten är huvudorten i Saasdalen och är en klassisk skidort med välbevarad träbebyggelse i schweizisk stil. Byn ligger högt på drygt 1 800 meter över havet och omgärdas av 13 toppar på över 4 000 meter, flest i Alperna. Bland dessa finns Dom (4 545 m ö.h.), Alpernas tredje högsta berg och det högsta som enbart ligger i Schweiz, Täschhorn (4 490 m ö.h.) och Allalinhorn (4 027 m ö.h.). Grannorterna är Saas-Almagell, Saas-Grund och Saas-Balen. Kommunen har 1 592 invånare (2023).

## Historia

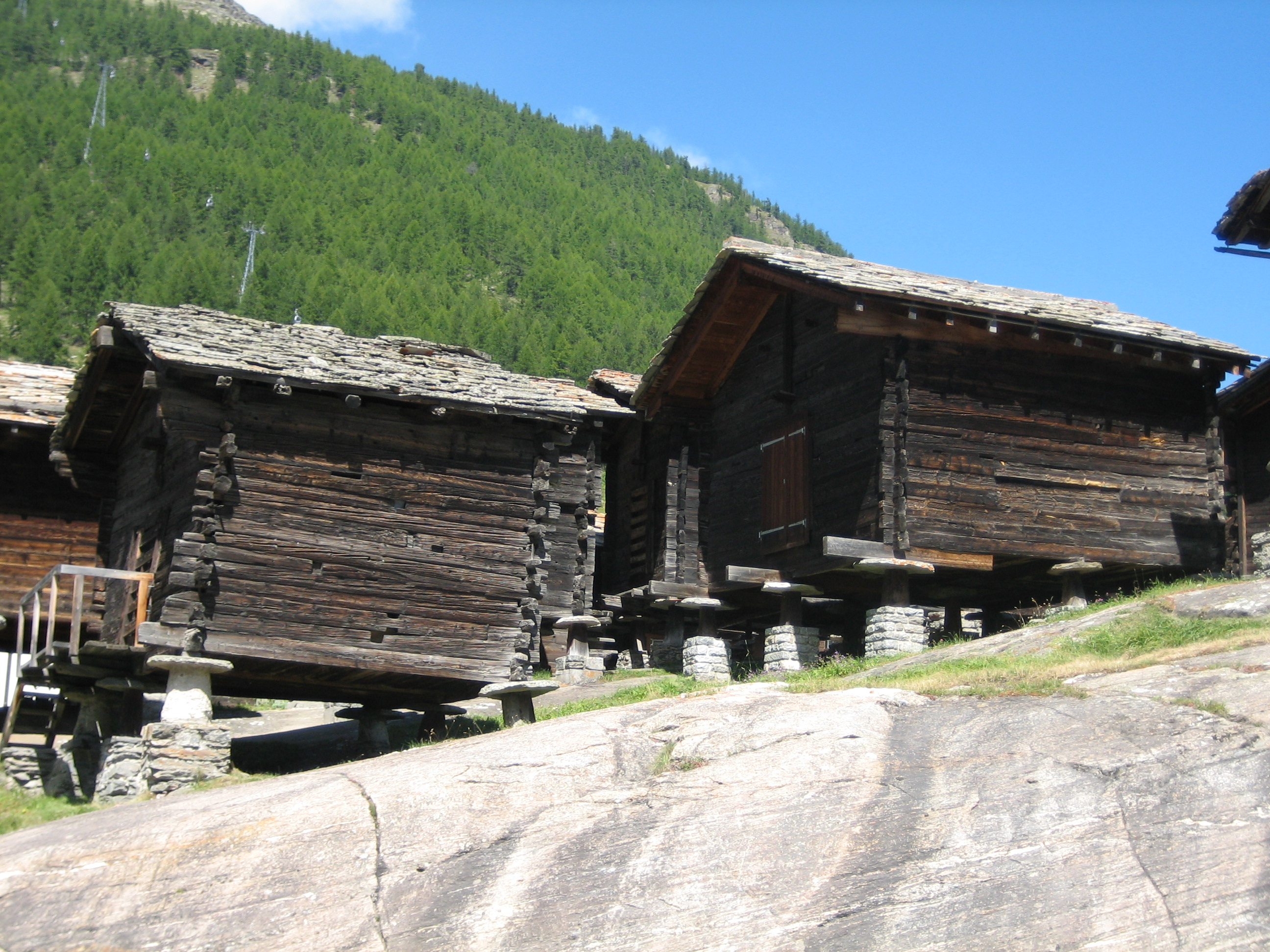
Traditionella schweiziska stolpbodar i utkanten av Saas-Fee.

Orten omnämndes för första gången 1304 som Vee. Den var en obetydlig ort fram till 1800-talets mitt då turismen inleddes med engelsmän som kom för att bestiga Dom och andra toppar i omgivningen. Först en bit in på 1900-talet började vinterturismen, från början lockades människor dit för skidåkning på glaciären. I populärkultur var orten med i James Bond filmen I hennes majestäts hemliga tjänst år 1969 och gruppen Whams musikvideo Last Christmas år 1984.

## Översikt

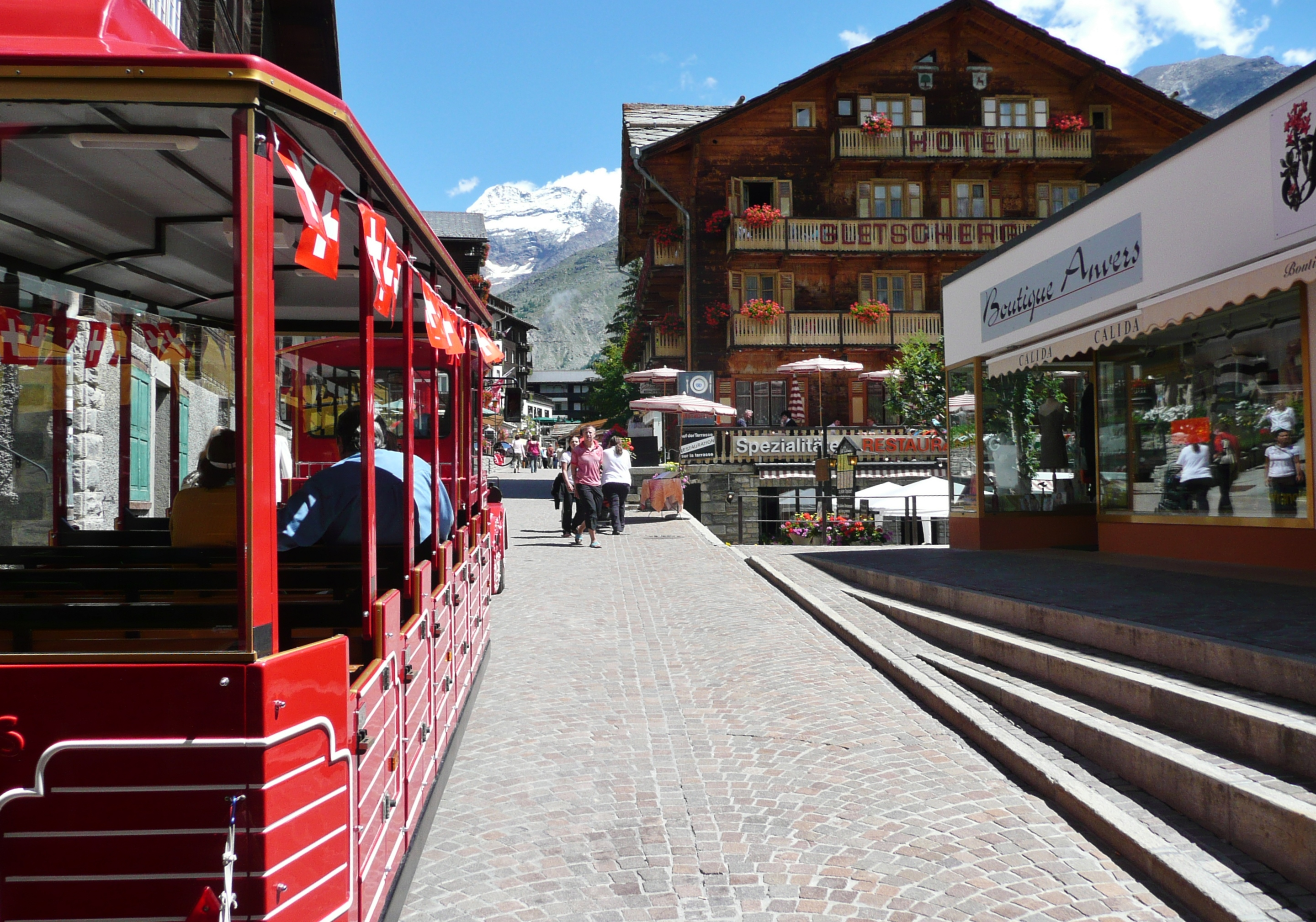
Huvudgatan Obere Dorfstraße med Hotel Gletschergarten och en elektrifierad buss i Saas-Fee.

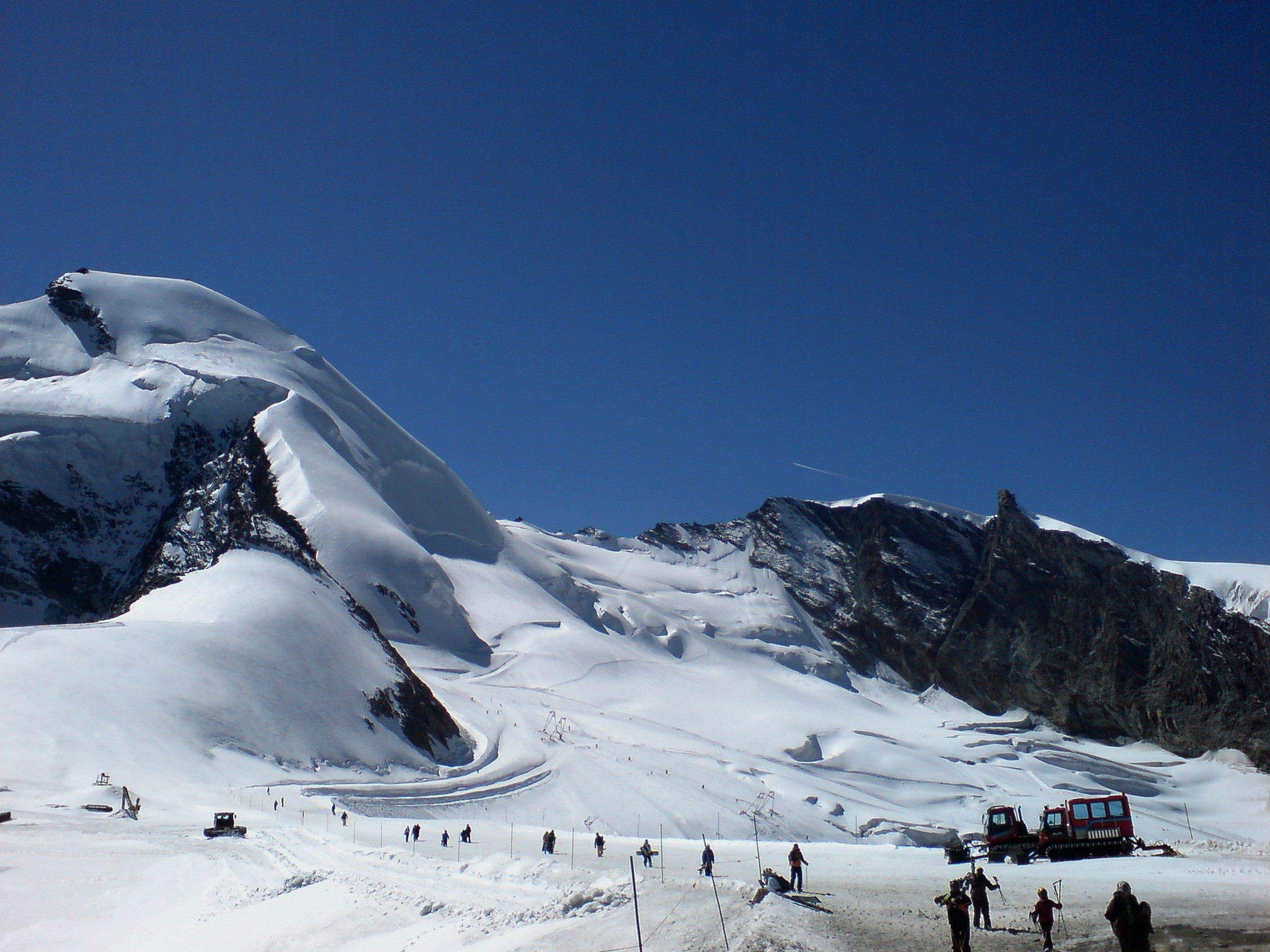
Sommarskidåkning på Saas-Fees glaciär som var med i James Bond filmen I hennes majestäts hemliga tjänst.

Som i närliggande Zermatt är Saas-Fee bilfritt med elektrifierade bussar och taxibilar. Byns höga belägenhet, närhet till glaciären och snösäkerhet gör att liftsystemet är öppet året runt med sommarskidåkning i Mittelalalinområdet. Här har bland annat deltävlingar vid världscupen i alpin skidåkning samt världscupen i snowboard genomförts. Skidområdet är på 150 kilometer med 22 skidliftar, inkluderat 1 linbana och 5 gondolhissar. Högsta belägna åkhöjd är 3,600 m ö.h.